# 믈라카
믈라카(말레이어: Melaka) 또는 말라카(영어: Malacca 말라카[*], 문화어: 말라까)는 말레이시아 믈라카주의 주도로, 말레이 반도 서해안 남부에 위치해, 동서 해양 교통의 요충 믈라카 해협에 면하는 항구도시이다. 말라카강(江) 어귀에 있으며 강의 좌안에 세인트폴 언덕이 솟아 있다. 동남아시아, 특히 믈라카 해협에서 역사적으로 중요한 도시이다.
14세기에 수마트라섬에서 온 파라메스와라(Parameswara)가 이곳을 중심으로 이슬람 왕국을 건설하였으며, 그 지리적 조건으로 동서무역의 중계지로 번창하였다. 1511년 아시아에 진출한 포르투갈이 왕국을 멸망시키고 아시아 최초의 유럽 식민지로 만들어 향료 무역을 독점하고 가톨릭 선교의 기지로 삼았다. 그 후 1641년 네덜란드가 빼앗아 해협을 지배하였고, 1824년부터는 영국이 통치하였다.
이러한 각국의 쟁탈사는 결과적으로 말라카에 많은 사적을 남겼는데, 스탓하위스, 세인트폴 언덕의 유적을 비롯하여 세인트존 언덕의 성채가 그것이며, 이밖에 박물관도 있다. 화교활동의 중심지이기도 하였으나, 현재는 싱가포르에 밀려 있다. 동서양의 중심에 위치하여 관광지로도 각광 받는다. 시파단섬 등은 트럼펫 피시(trumpet fish) 등 다양한 해양생물이 살고 있는 곳이다.
1509년 포르투갈 말라카 도착
1. 포르투갈의 지배(1511~1641)
2. 네덜란드의 지배(1641~1825)
3. 영국의 지배(1826~1942)
4. 일본의 지배(1942~1945)
5. 영국의 지배(1945~1946)
6. 말라야 연합 (1946~1948)
7. 말라야 연방 (1948~1963)

## 기후
| 믈라카의 기후                                               | 믈라카의 기후 | 믈라카의 기후 | 믈라카의 기후 | 믈라카의 기후 | 믈라카의 기후 | 믈라카의 기후 | 믈라카의 기후 | 믈라카의 기후 | 믈라카의 기후 | 믈라카의 기후 | 믈라카의 기후 | 믈라카의 기후 | 믈라카의 기후   |
| 월                                                          | 1월           | 2월           | 3월           | 4월           | 5월           | 6월           | 7월           | 8월           | 9월           | 10월          | 11월          | 12월          | 연간            |
| ----------------------------------------------------------- | ------------- | ------------- | ------------- | ------------- | ------------- | ------------- | ------------- | ------------- | ------------- | ------------- | ------------- | ------------- | --------------- |
| 역대 최고 기온 °C (°F)                                      | 35.2 (95.4)   | 37.8 (100.0)  | 37.2 (99.0)   | 37.3 (99.1)   | 38.0 (100.4)  | 34.7 (94.5)   | 35.7 (96.3)   | 35.0 (95.0)   | 35.6 (96.1)   | 35.6 (96.1)   | 34.4 (93.9)   | 34.6 (94.3)   | 38.0 (100.4)    |
| 일평균 최고 기온 °C (°F)                                    | 31.8 (89.2)   | 32.9 (91.2)   | 33.2 (91.8)   | 33.0 (91.4)   | 32.6 (90.7)   | 32.1 (89.8)   | 31.6 (88.9)   | 31.6 (88.9)   | 31.8 (89.2)   | 32.1 (89.8)   | 31.7 (89.1)   | 31.3 (88.3)   | 32.1 (89.8)     |
| 일일 평균 기온 °C (°F)                                      | 26.9 (80.4)   | 27.5 (81.5)   | 27.8 (82.0)   | 28.0 (82.4)   | 28.2 (82.8)   | 27.9 (82.2)   | 27.5 (81.5)   | 27.4 (81.3)   | 27.4 (81.3)   | 27.4 (81.3)   | 26.9 (80.4)   | 26.7 (80.1)   | 27.5 (81.5)     |
| 일평균 최저 기온 °C (°F)                                    | 23.7 (74.7)   | 23.9 (75.0)   | 24.3 (75.7)   | 24.5 (76.1)   | 24.6 (76.3)   | 24.4 (75.9)   | 23.9 (75.0)   | 23.9 (75.0)   | 23.9 (75.0)   | 24.0 (75.2)   | 23.9 (75.0)   | 23.8 (74.8)   | 24.1 (75.4)     |
| 역대 최저 기온 °C (°F)                                      | 19.0 (66.2)   | 20.0 (68.0)   | 20.0 (68.0)   | 19.0 (66.2)   | 20.0 (68.0)   | 20.0 (68.0)   | 19.0 (66.2)   | 20.0 (68.0)   | 21.0 (69.8)   | 21.0 (69.8)   | 21.0 (69.8)   | 20.0 (68.0)   | 19.0 (66.2)     |
| 평균 강수량 mm (인치)                                       | 102.1 (4.02)  | 79.7 (3.14)   | 129.1 (5.08)  | 166.1 (6.54)  | 167.3 (6.59)  | 172.6 (6.80)  | 196.0 (7.72)  | 219.5 (8.64)  | 161.7 (6.37)  | 189.4 (7.46)  | 233.1 (9.18)  | 177.1 (6.97)  | 1,993.8 (78.50) |
| 평균 강수일수 (≥ 1.0 mm)                                    | 8.0           | 6.5           | 10.1          | 11.9          | 10.6          | 9.4           | 11.7          | 12.4          | 11.4          | 12.1          | 15.7          | 12.5          | 132.3           |
| 평균 상대 습도 (%)                                          | 80            | 79            | 82            | 85            | 86            | 86            | 86            | 86            | 86            | 86            | 87            | 83            | 84              |
| 평균 월간 일조시간                                          | 166           | 185           | 183           | 179           | 171           | 164           | 163           | 166           | 174           | 171           | 157           | 152           | 2,031           |
| 출처 1: 세계기상기구 (평년값: 1991년~2020년)                |               |               |               |               |               |               |               |               |               |               |               |               |                 |
| 출처 2: Ogimet, 독일 기상청 (극값: 1930년~2020년, 상대습도) |               |               |               |               |               |               |               |               |               |               |               |               |                 |

## 우호 도시
- 대한민국 광주광역시

## 같이 보기
- 말라카막스